# داسکوتنا
داسکوتنا (به بلغاری: Daskotna) یک منطقهٔ مسکونی در بلغارستان است که در Ruen واقع شده‌است.